# Polioptila nigriceps
La perlita capirotada (Polioptila nigriceps) también conocida como perlita gorrinegra o perlita sinaloense, es una especie de ave paseriforme de la familia Polioptilidae, perteneciente al numeroso género Polioptila. Es nativa del suroeste de América del Norte.

## Descripción
Los adultos son de color azul grisáceo en las partes superiores y blanco en las partes inferiores. Tiene el pico largo y delgado y una larga cola negra con bandas externas y el extremo superior blanco. La subcaudal es blanca, mostrando negro sólo a lo largo de una fina línea central y en la punta. Los machos muestran una prominente capa negra. Esta especie es muy similar a la perlita californiana (Polioptila californica) y a la perlita colinegra (Polioptila melanura).

## Distribución y hábitat

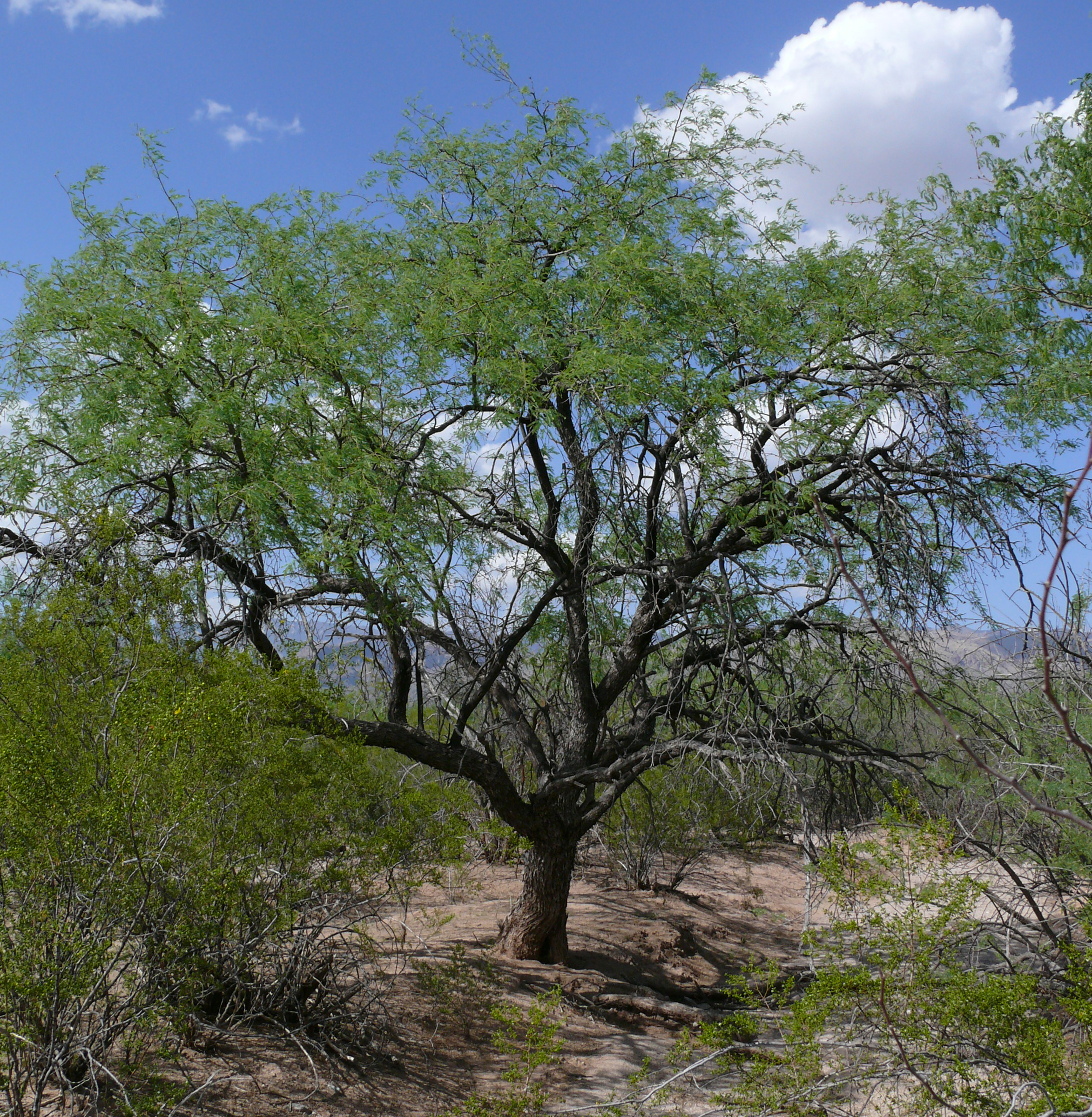
Mezquite (Prosopis velutina) en Arizona, ejemplo de hábitat de la especie.

Se distribuye de forma casi endémica en el oeste y el noroeste de México (desde el norte de Sonora hasta Colima). Ocasionalmente anida al otro lado de la frontera sur de Arizona, (el área del archipiélago Madrense) en los Estados Unidos, donde se halla con poca frecuencia en el verano.
Esta especie es bastante común en sus hábitats naturales: los enmarañados de mezquite (Prosopis) asociados con bosques riparios en la parte norte del rango, las poblaciones sureñas en matorrales espinosos y bosques caducifolios áridos. Construyen un nido pequeño en forma de cuenco, con frecuencia en la rama horizontal de un árbol pequeño o arbusto. Ambos progenitores construyen el nido y alimentan a los polluelos. La hembra normalmente pone cuatro huevos.

## Sistemática

### Descripción original
La especie P. nigriceps fue descrita por primera vez por el ornitólogo estadounidense Spencer Fullerton Baird en 1864 bajo el mismo nombre científico; su localidad tipo es: «Mazatlán, Sinaloa, México».

### Etimología
El nombre genérico femenino «Polioptila» es una combinación de las palabras del griego «polios» que significa ‘gris’, y «ptilon» que significa ‘plumaje’; y el nombre de la especie «nigriceps» se compone de las palabras del latín  «niger» que significa ‘negro’, y «ceps» que significa ‘de cabeza’.

### Taxonomía
Ya fue tratada como conespecífica con Polioptila albiloris.

### Subespecies
Según las clasificaciones del Congreso Ornitológico Internacional (IOC) y Clements Checklist/eBird v.2021 se reconocen dos subespecies, con su correspondiente distribución geográfica:
- Polioptila nigriceps restricta Brewster, 1889 – extremo sur de Arizona al noroeste de México (Sonora y Chihuahua).
- Polioptila nigriceps nigriceps Baird, 1864 – oeste árido de México (norte de Sinaloa hasta Durango, Jalisco y Colima).